# Пруггерово
Пру́ггерово (ранее — Пру́ггергоф, каз. Пруггерово) — село в Шемонаихинском районе Восточно-Казахстанской области Казахстана. Входит в состав Вавилонского сельского округа. Код КАТО — 636835400.

## География
Село расположено на северо-западе Шемонаихинского района, в 9 километрах к западу от районного центра города Шемонаиха, в 6 километрах к северу от административного центра сельского округа села Камышинка. Ближайшая железнодорожная станция Шемонаиха — расположена в 9,2 километрах к востоку от села (по дороге — 12,3 км). Соседние населённые пункты: Кенюхово в 2 километрах к западу, Сугатовка в 3 километрах к северо-западу, Октябрьское в 7 километрах к востоку, Камышинка в 7 километрах к югу. Транспортное сообщение осуществляется по автодороге KF SH-05 «Шемонаиха — Сугатовка». Высота центра населённого пункта — 472 метров над уровнем моря.

## История
Населённый пункт Пру́ггергоф (нем. Pruggerhof) был основан в 1907 году немецкими переселенцами: братья Пруггеры — Иоганн и Иосиф, прибывшие первоначально в селение Матвеевское Семипалатинского уезда из колонии Гнаденбург (нем. Gnadenburg) Терской области, семья А. Бахмана из колонии Рорбах (нем. Rorbach) Одесского уезда и другие колонисты (в основном из Штирии) — арендовав земли у немецкого инженера О. Кёнига, — образовали собственную колонию недалеко от другой немецкой колонии Кёнигсгоф соответственно.
В административно-территориальном подчинении до 1917 года населённый пункт относился к Александровской волости (волостное село — Шемонаевское) Змеиногорского уезда Томской губернии. С 1928 года — в составе Шемонаихинского района, вошедший в 1932 году в состав новообразованной Восточно-Казахстанской области.

## Современное состояние
На 2016 год в селе — 2 улицы.

## Население
| Численность населения | Численность населения | Численность населения | Численность населения |
| 1925                  | 1989                  | 1999                  | 2009                  |
| --------------------- | --------------------- | --------------------- | --------------------- |
| 75                    | ↗364                  | ↗374                  | ↗384                  |